# Telaio (edilizia)

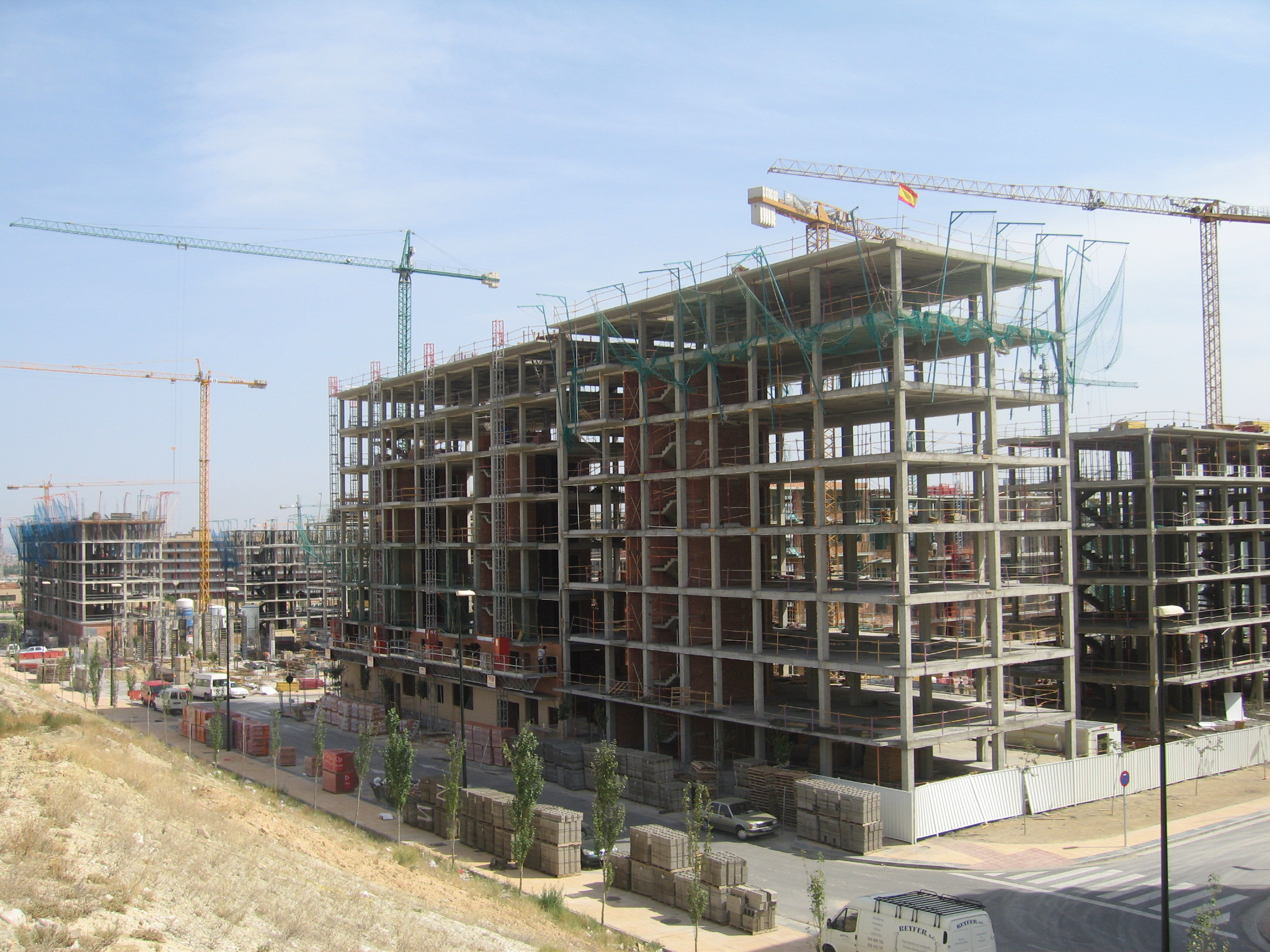
Struttura a telaio di un edificio in calcestruzzo armato

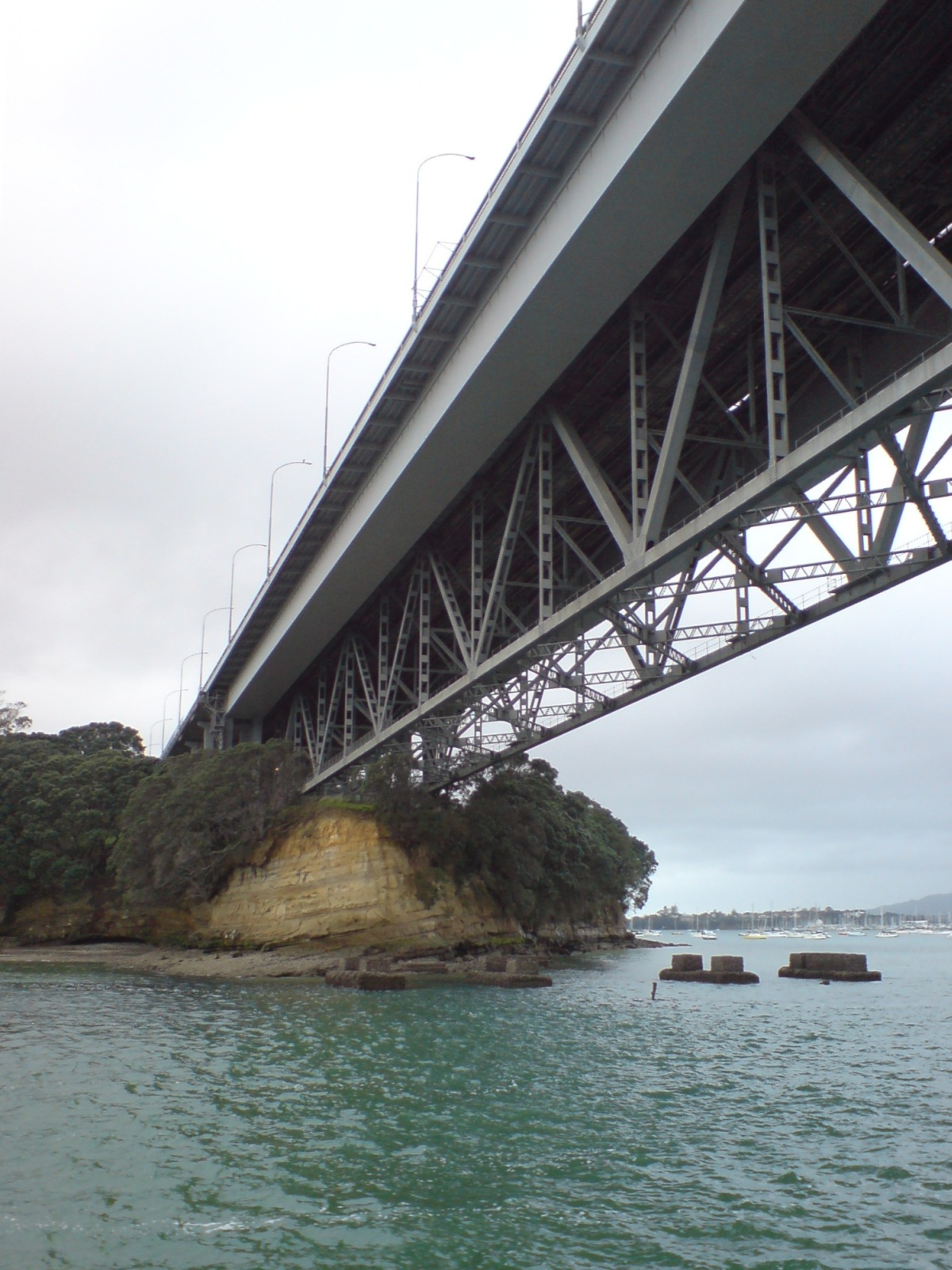
Telaio in acciaio di un ponte

Un telaio, in edilizia, è una struttura costituita da elementi orizzontali e verticali che hanno il compito di sopportare il peso dell'edificio e di scaricarlo sul suolo.
È costituito da un graticcio di elementi orizzontali e verticali, le travi e i pilastri: solitamente sulle travi gravano i carichi in maniera diretta, e pertanto esse si inflettono sotto l’azione di questi ultimi; i carichi sono trasferiti alle estremità e ripartiti tra i pilastri, che hanno il compito di scaricarli sulle fondazioni e di lì al terreno. 
È spesso previsto un sistema di controventamento del telaio per conferirgli maggiore rigidezza in particolare nei confronti delle forze orizzontali (come la spinta del vento o le azioni sismiche). In edifici con telaio in calcestruzzo armato può ad esempio essere costituito dal nucleo vano scale/ascensori, le cui pareti vengono gettate in calcestruzzo e non sono realizzate in semplice muratura, mentre in costruzioni in acciaio si trovano spesso nella forma di elementi diagonali.
Le strutture a telaio sono oggi le più diffuse, anche se non tutte le costruzioni impiegano telai: le ciminiere o le cisterne industriali, ad esempio, hanno struttura portante tubolare (assemblata in acciaio o gettata in calcestruzzo armato), oppure ancora le dighe, che si sostengono grazie al proprio peso o alla particolare forma, senza alcuna vera e propria struttura.

## Tipologia

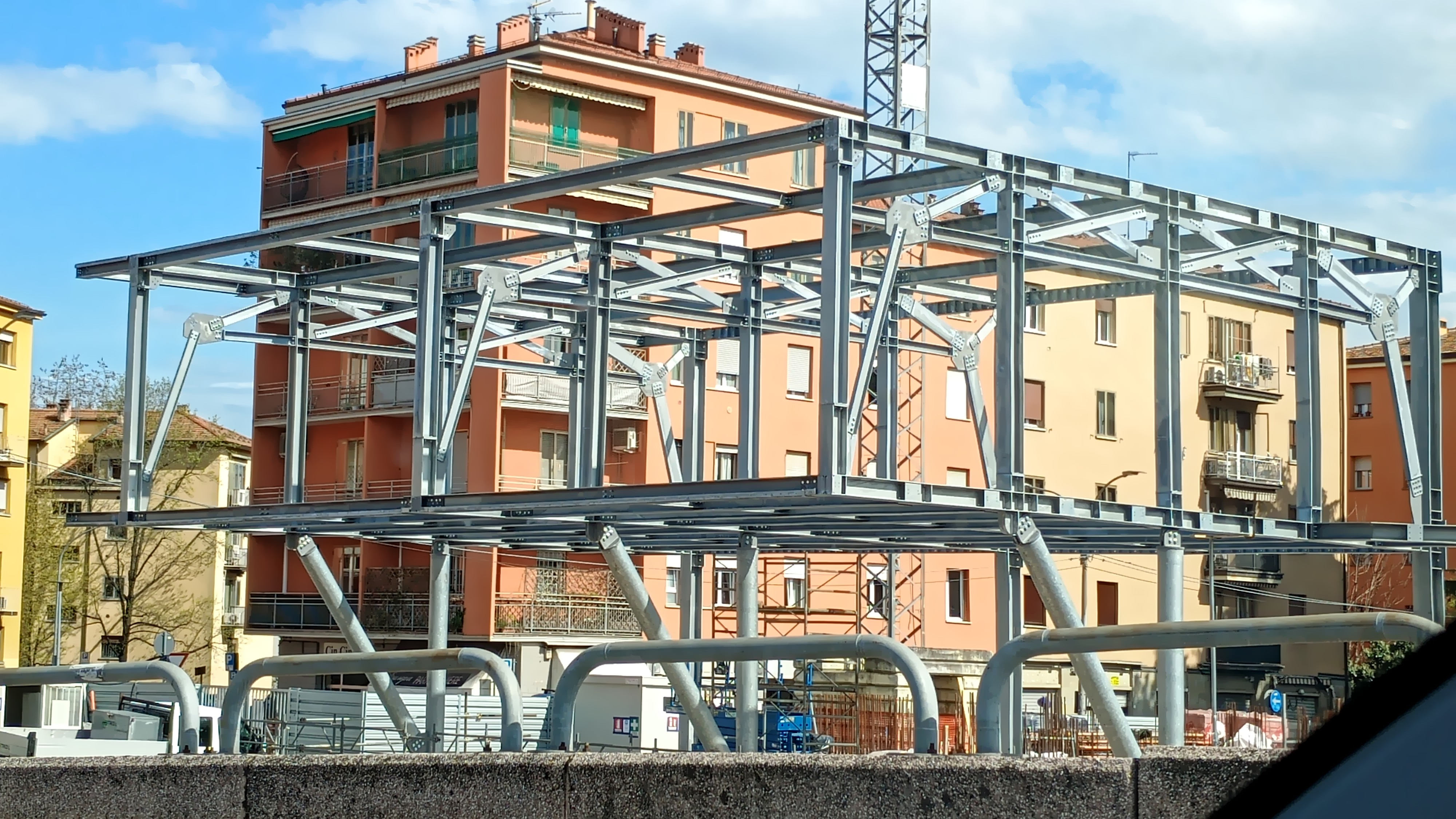
Edificio in costruzione con telaio in acciaio con presenza di travi oblique

Molti sono i criteri che permettono di distinguere tipi di telai:
- dal punto di vista dell'analisi strutturale si suddividono in "telai isostatici" e "telai iperstatici" come pure in "telai a nodi fissi" e "telai a nodi mobili", differenziandosi per comportamento a seguito dell'applicazione dei carichi;

- in base alla disposizione spaziale: il telaio di un edificio ha una disposizione generalmente tridimensionale nello spazio, ma in edifici regolari si tratta talvolta di una successione di telai bidimensionali verticali tra loro molto simili, interconnessi da solai;

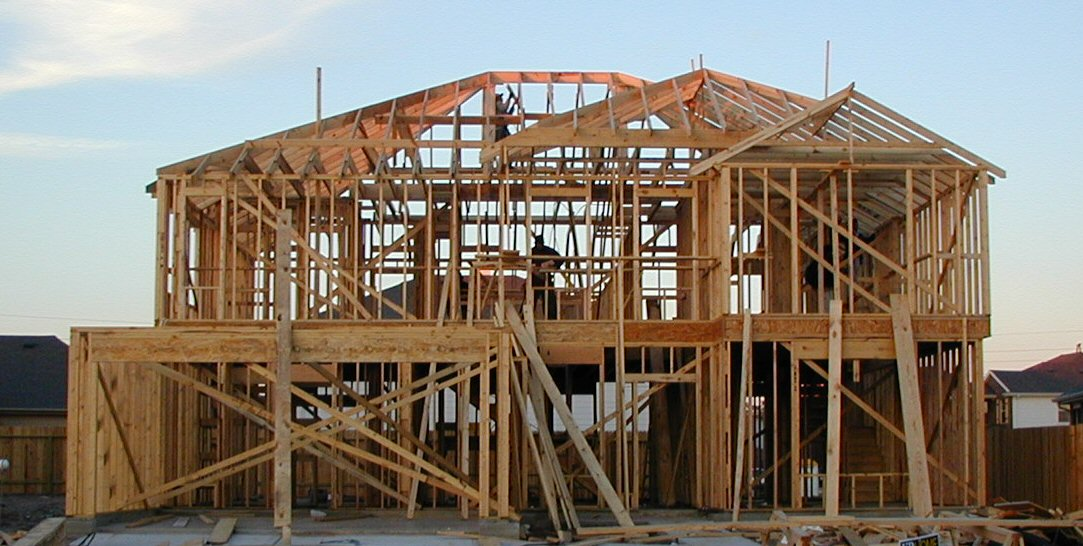
Una costruzione con telaio in legno, più comune negli Stati Uniti

- a seconda del materiale impiegato: un telaio può essere realizzato con diversi materiali a seconda degli scopi, delle tecnologie a disposizione e della disponibilità di risorse. Tra i materiali più comuni in campo civile ci sono il calcestruzzo armato, l'acciaio,o metallo il legno e loro combinazioni, adottati con tecniche costruttive diverse per ciascun caso.